# Feel the Fire (album Overkill)
Feel the Fire – pierwszy album studyjny amerykańskiego zespołu thrash metalowego Overkill wydany 15 października 1985 roku przez Megaforce Records.

## Lista utworów
1. „Raise the Dead” – 4:18.
2. „Rotten to the Core” – 5:00.
3. „There's No Tomorrow” – 3:23.
4. „Second Son” – 3:54.
5. „Hammerhead” – 4:01.
6. „Feel the Fire” – 5:52.
7. „Blood and Iron” – 2:40.
8. „Kill at Command” – 4:48.
9. „Overkill” – 3:27.
10. „Sonic Reducer” – 2:51.

## Twórcy
- Blitz – wokal.
- Bobby Gustafson – gitara.
- D.D.Verni – gitara basowa.
- Rat Skates – perkusja.